# Trichonta hamata
Trichonta hamata är en tvåvingeart som beskrevs av Josef Mik 1880. Trichonta hamata ingår i släktet Trichonta och familjen svampmyggor. Arten är reproducerande i Sverige. Inga underarter finns listade i Catalogue of Life.